# 埃爾伍德市
埃爾伍德市（Ellwood City）是位於美國賓西法尼亞州勞倫斯縣 (賓夕法尼亞州)的一個城市。埃爾伍德市位於匹茲堡西北30英里（48）處。在1990年時，埃爾伍德市有人口2,243人；1910年時有人口3,902人；1940年時有人口12,329人；2010年人口普查時有人口7,921人。